# Crucibulum striatum
Crucibulum striatum is een slakkensoort uit de familie van de Calyptraeidae. De wetenschappelijke naam van de soort is voor het eerst geldig gepubliceerd in 1826 door Say.